# شارلوت راي
شارلوت راي (بالإنجليزية: Charlotte Rae)‏ هي مغنية وراقصة وممثلة أمريكية، ولدت في 22 أبريل 1926 في الولايات المتحدة، وتوفيت في 5 أغسطس 2018 بلوس أنجلوس في الولايات المتحدة بسبب توقف القلب.

## أعمال

### أفلام
- (1992) توم وجيري الفيلم
- (2008) لا تعبث مع زوهان[6]
- (2015) ريكي والوميض[7][8]

### مسلسلات
- الكاذبات الصغيرات الجميلات
- حقائق الحياة
- ديفرنت ستروكس
- شارع السمسم

## ترشيحات
- جائزة توني لأفضل ممثلة مسرحية [الإنجليزية]‏ (1969)

## وصلات خارجية
- شارلوت راي على موقع IMDb (الإنجليزية)
- شارلوت راي على موقع روتن توميتوز (الإنجليزية)
- شارلوت راي على موقع ألو سيني (الفرنسية)
- شارلوت راي على موقع ميوزك برينز (الإنجليزية)
- شارلوت راي على موقع تيرنر كلاسيك موفيز (الإنجليزية)
- شارلوت راي على موقع أول موفي (الإنجليزية)
- شارلوت راي على موقع قاعدة بيانات برودواي على الإنترنت (الإنجليزية)
- شارلوت راي على موقع قاعدة بيانات الأفلام السويدية (السويدية)
- شارلوت راي على موقع إن إن دي بي (الإنجليزية)
- شارلوت راي على موقع ديسكوغز (الإنجليزية)